# Tom Walker
Tom Walker (nascido em Glasgow, Escócia, Reino Unido,  17 de dezembro de 1991) é um cantor e compositor britânico que nasceu na Escócia e cresceu perto de Manchester. Ele assinou contrato com a Relentless Records, da Sony Music, e lançou seu primeiro single, "Sun Goes Down", em março de 2016. Em 19 de março de 2017 lança um EP chamado Blessings, pela Relentless Records. "Leave a Light On" é a música mais bem-sucedida comercialmente do cantor. O seu primeiro álbum de estúdio, intitulado What a Time to Be Alive, foi lançado em março de 2019.

## Discografia
| Título                  | Detalhes                                                                                    | Melhor posição | Melhor posição | Melhor posição | Melhor posição | Melhor posição | Melhor posição | Melhor posição | Melhor posição | Certificações |
| Título                  | Detalhes                                                                                    | UK             | AUS            | AUT            | FRA            | ALE            | IRL            | NZ             | SUI            | Certificações |
| ----------------------- | ------------------------------------------------------------------------------------------- | -------------- | -------------- | -------------- | -------------- | -------------- | -------------- | -------------- | -------------- | ------------- |
| What a Time to Be Alive | - Lançamento: 1 de março de 2019 - Gravadora: Relentless - Formato(s): CD, download digital | 1              | 18             | 34             | 35             | 19             | 14             | 32             | 8              | - BPI: ouro   |